# Колібрі-фея зеленолобий
Колі́брі-фея зеленолобий (Heliothryx auritus) — вид серпокрильцеподібних птахів родини колібрієвих (Trochilidae). Мешкає в Південній Америці.

## Опис
Довжина птаха становить 10,5—13,7 см, вага 4—6,3 г. У самців верхня частина голови зелена, блискуча, під очима чорні смуга, на скронях блискучі фіолетові плями. Верхня частина тіла зелена, блискуча, нижня частина тіла біла. Хвіст довгий, центральні стернові пера темно-сірі, решта стернових пер білі. Дзьоб короткий, прямий, чорний.
У самиць пурпурові плями на голові відсутні, горло і груди поцятковані сірими плямами, три крайні пари стернових пер мають біля основи чорну смугу. Забарвлення молодих птахів подібне до забарвлення самиць, однак пера на верхній частині тіла у них мають коричневі краї, а горло і груди в них поцятковані темними плямами. У самців підвидів H. a. auriculatus і H. a. phainolaemus підборіддя і горло з боків зелені, у самиць підвиду H. a. phainolaemus сірі плями на нижній частині тіла відсутні.

## Підвиди
Виділяють два підвиди:
- H. a. auritus (Gmelin, JF, 1788) — південний схід Колумбії, схід Еквадору, Венесуела, Гвіана і північ Бразильської Амазонії (на південь від Амазонки);
- H. a. phainolaemus Gould, 1855 — північ центральної Бразильської Амазонії (на південь від Амазонки в штатах Пара і Мараньян);
- H. a. auriculatus (Nordmann, 1835) — від Східного Перу до Центральної Болівії і центральної Бразильської Амазонії (на південь від Амазонки), також на південному сході Бразилії (від Баїї на південь до Сан-Паулу, іноді далі на південь).

## Поширення і екологія
Зеленолобі колібрі-феї мешкають в Колумбії, Еквадорі, Перу, Болівії, Бразилії, Венесуелі, Гаяні, Суринамі і Французькій Гвіані. Вони живуть у вологих рівнинних тропічних лісах, на узліссях і у вологих вторинних заростях. Зустрічаються на висоті до 1100 м над рівнем моря, переважно на висоті до 400 м над рівнем моря.
Зеленолобі колібрі-феї живляться нектаром квітучих чагарників, ліан, епіфітів та інших рослин, а також дрібними комахами, яких ловлять в польоті. Вони шукають нектар у верхньому і середньому ярусах лісу, в лісах терра-фірме на більш низькій висоті. Іноді вони проколюють квітку біля основи, «викрадаючи» нектар.
Зеленолобі колібрі-феї розмножуються протягом всього року. Гніздо невелике, чашоподібне, прикріплюється до вертикальної гілки, на висоті від 3 до 30 м над землею. В кладці 2 яйця розміром 16×10 мм і вагою 0,7 г. Інкубаційний період триває 15-16 днів, пташенята покидають гніздо через 23-26 днів після вилуплення. Птахи набувають статевої зрілості у віці 2 років.